# Simulium vigintifile
Simulium vigintifile es una especie de insecto del género Simulium, familia Simuliidae, orden Diptera.

## Distribución
Se distribuye por Rumania.

## Taxonomía
Fue descrita científicamente por Dinulescu, 1966.